# Clímene (filla de Catreu)
Clímene (en grec antic: Κλυμένη) va ser, segons la mitologia grega, una filla de Catreu, rei de Creta i fill de Minos.
El seu pare la va donar a Naupli, el viatger, juntament amb la seva germana Aèrope amb l'ordre de vendre-les com a esclaves ben lluny. Naupli va donar Aèrope a Atreu, que va ser la mare d'Agamèmnon i Menelau, i es va casar amb Clímene. Van tenir tres fills, Èax, Nausimedont i Palamedes. El seu marit, Catreu, era fill de Minos i de Pasífae.